# 나주 송제리 고분
나주 송제리 고분(羅州 松堤里 古墳)은 대한민국 전라남도 나주시 세지면 송제리에 있는 삼국시대의 고분이다. 1994년 12월 5일 전라남도의 기념물 제156호로 지정되었다.

## 개요
태산에서 동쪽으로 뻗은 낮은 구릉이 영산강의 지류인 금천과 만나는 지점에 있는 무덤이다.
원래 이곳에는 2기의 무덤이 있었으나 1기는 파괴되고 1기만 남아있다. 남아있는 1기도 천정부가 훼손되고 부장유물이 모두 도굴되었으나 내부구조는 거의 완벽하게 남아있다. 구조는 반원아치형의 활천정(궁륭식천정)을 한 굴식돌방무덤(횡혈식석실분)이다. 널방(현실)의 중앙에 널길(연도)을 두었고 널방에서 입구로 갈수록 좁아지는 형태이다. 널방의 벽은 깬돌을 이용하여 바닥에서 약 80cm를 수직으로 쌓고, 그 위로 모서리를 다듬어 천정을 현실바닥의 ⅓까지 좁혀 쌓았다.
송제리무덤은 지금까지 전남지방에서 발견된 무덤 중 유일하게 활천정을 한 굴식돌방무덤으로 무덤 연구에 매우 중요한 유적이다.

## 현지 안내문
"동산", "고려장"이라 부르는 이 고분은 원래 2기가 있었으나 1기는 도굴전후 석실이 모두 파괴되고 봉분의 형태만 남아있다. 남아있는 고분은 지름 20m, 높이 1m으l 규모이다. 
석실은 구릉의 경사면을 파고 반지하에 쌓아서 만든 횡혈식 석실분으로 무덤방은 길이 300cm, 너비 270m, 높이 230cm이다.
이 고분은 전남지방 석실고분 가운데 횡혈식 석실분으로는 가장 이른시기로 추정하고 있으며 영산강유역 토착세력인 마한과 백제와의 관계를 연구하는데 중요한 실마리를 갖고 있는 고분이다.

## 참고 자료
- 나주송제리고분 - 국가유산청 국가유산포털